# Florica, Buzău
Florica este o comună în județul Buzău, Muntenia, România, formată numai din satul de reședință cu același nume.

## Geografie

### Așezare
Comuna se află în sudul județului, în câmpia Bărăganul Călmățuiului și este străbătută de șoseaua județeană DJ203C, care o leagă către vest de Mihăilești (DN2) și spre est de Pogoanele (DN2C). Într-o lucrare a lui Lazăr Băciuiu, așezarea sa la limita între Bărăganul Călmățuiului și Câmpia Gherghiței se arată că cea din urmă „ocupă partea de vest a județului Buzău, spre județul Prahova, iar Câmpia Bărăganului de Mijloc ocupă interfluviul dintre Călmățui și Ialomița. Partea din dreapta Călmățuiului este ocupată de o fâșie lată de nisipuri de la Smeeni și Florica până la Pogoanele și Padina”.
Teritoriul administrativ se întinde pe o suprafață de 7.913 ha. Distanțele față de satele vecine sunt destul de mari. Distanța până la reședința comunei învecinate Mihăilești (situată în partea de nord-vest), este de 12 km. La vest se află satul Glodeanu-Sărat, distanța fiind de 9 km, aceeași distanță fiind și față de satul Brădeanu, situat în partea opusă (la est de satul Florica). Cele mai apropiate sate sunt: Căldărușanca (7 km), Cârligu Mare (7 km) și Smârdan. Satul cel mai apropiat este satul Smârdan, situat în partea de sud-est a satului Florica, iar distanța este de 6 km.

### Hidrografie
Satul Florica se află în partea de vest a Câmpiei Gherghița, în unul dintre cele mai importante interfluvii ale Câmpiei Române (zona dintre Ialomița și Călmățui).
Relieful se caracterizează prin „linii întinse și suprafețe tabulare care se pierd fără vre-o denivelare importantă”. Depresiunile întâlnite în cuprinsul teritoriului Florica sunt de mărimi reduse și forme diferite, izolate și dispersate, prezentând denivelări mai mici de 3 m față de nivelul general al câmpiei.
Clima este specifică Bărăganului, temperat–continentală. Temperatura medie anuală este în jurul valorii de 10 °C, destul de aspră iarna cu temperaturi ce scad sub -25 °C și cu veri călduroase, cu zile caniculare, în care temperaturile ating valori apropiate de 40 °C. Temperatura maximă absolută înregistrată este de 39,6 °C, iar cea minimă este de -29 °C.
Regimul eolian se caracterizează prin frecvența mare a vântului de nord-est, Crivățul. Frecvența lui este mai mare în lunile octombrie – martie, când produce scăderi bruște de temperaturi. Vânturile de nord și nord-est sunt cele care aduc ploi în sezonul de vară . Sătenii cunosc multe lucruri despre cele două „personaje de basm” Crivățul și Austrul, ca o consecință ar fi faptul că toate casele sunt construite cu „spatele în Crivăț”.
Vegetația lemnoasă este în prezent absentă în cuprinsul teritoriului extravilan. Înainte de colectivizare existau păduri unde se întâlneau salcâmi, rugi și porumbari. În cuprinsul vetrei satului se întâlnesc salcâmi, plopi, duzi și pomi fructiferi. Pe marginea ulițelor există pruni și zarzări.
Fauna cuprinde specii puține: iepurele de câmp, lupul, căprioara și mistrețul. În pădurea Brebu au fost crescuți fazani; dropia nu s-a mai văzut de ani de zile, în schimb prepelițele și potârnichiile populează lanurile. Rozătoarele, cum ar fi dihori, șobolani, popândăi, șoareci de camp sunt destul de numeroase. Dintre păsări, cele mai răspândite sunt cele care provoacă pagube semănăturilor: ciori, grauri, vrăbii, turturele. Cele mai îndrăgite sunt rândunelele care se întorc la cuiburile lor, în apropierea Paștelui.

## Demografie
Componența etnică a comunei Florica
     Români (98,62%)
     Alte etnii (0,15%)
     Necunoscută (1,23%)
Componența confesională a comunei Florica
     Ortodocși (98,23%)
     Alte religii (1,77%)
Conform recensământului efectuat în 2021, populația comunei Florica se ridică la 1.301 locuitori, în scădere față de recensământul anterior din 2011, când fuseseră înregistrați 1.597 de locuitori. Majoritatea locuitorilor sunt români (98,62%), iar pentru 1,23% nu se cunoaște apartenența etnică. Din punct de vedere confesional, majoritatea locuitorilor sunt ortodocși (98,23%).

## Politică și administrație
Comuna Florica este administrată de un primar și un consiliu local compus din 9 consilieri. Primarul, Ion Zaharia[*], de la Partidul Social Democrat, este în funcție din 2005. Începând cu alegerile locale din 2024, consiliul local are următoarea componență pe partide politice:
|  | Partid                    | Consilieri | Componența Consiliului | Componența Consiliului | Componența Consiliului | Componența Consiliului | Componența Consiliului | Componența Consiliului | Componența Consiliului |
|  | ------------------------- | ---------- | ---------------------- | ---------------------- | ---------------------- | ---------------------- | ---------------------- | ---------------------- | ---------------------- |
|  | Partidul Social Democrat  | 7          |                        |                        |                        |                        |                        |                        |                        |
|  | Partidul Național Liberal | 1          |                        |                        |                        |                        |                        |                        |                        |
|  | Alianța Dreapta Unită     | 1          |                        |                        |                        |                        |                        |                        |                        |

## Istorie
Satul Florica a luat ființă în anul 1879, în privința acestei date nu există nici o îndoială deoarece actul ce atestă întemeierea satului se păstrează încă în Arhiva comunei Mihăilești.
Această afirmație este confirmată în lucrarea părintelui Mircea Trif unde scrie următoarele: „satul Florica este atestat ca datând din anul 1879, odată cu Legea rurală din 1878, denumită Legea însurățeilor, conform cu art. 5 și 6 din Legea rurală din 1864. Acest eveniment de parcelare a pământului și pădurilor, a stabilirii hotarelor unui sat mare cu 250 de familii este atestat în actele fostei primării a comunei Florica, dosar nr.1/1879 pe baza contractului cu numărul 1461”.
Într-o lucrare recentă, întocmită de Prefectura județului Buzău, se menționează: „Satul Florica are o istorie aparte de celelalte sate ale comunei Mihăilești. În urma aplicării Legii rurale cunoscută și ca Legea însurățeilor în 1879 s-a stabilit pe raza comunei formarea unui sat cu 250 de familii”.
Aici, în noul sat, mai mulți țărani din comunele Chiojdu-Mic, Colți, Păltineni, Sibiciu, Nehoiu, Viperești, Lapoș și din alte sate din județul Prahova au fost împroprietăriți cu câte „9 pogoane în câmp, un pogon loc de casă, un pogon izlaz fiecare”. Satul a fost botezat după Florica Poenaru, fiica inginerului Constantin Poenaru, care s-a ocupat cu hotărnicia satului înaintea înființării lui. La început, satul Florica a făcut parte din comuna Glodeanu Sărat, fiind transferat însă înainte de 1925 la comuna Mihăilești.
La sfârșitul secolului al XIX-lea, satul Florica avea 580 de locuitori și 130 de case și făcea parte din comuna Glodeanu Sărat, plasa Tohani, județul Buzău, fiind format din „însurăței” (împroprietăriți la 1880, pe moșia Znagoveanca); el a trecut înainte de 1925 la comuna Mihăilești, din care a făcut parte până în 1931, când comuna a fost înființată pentru prima oară, cu satele Florica și Coșuri.
Comuna a fost transferată în 1950 la raionul Pogoanele din regiunea Buzău, și apoi (după 1952) la raionul Buzău din regiunea Ploiești. În 1968, comuna Florica a fost retransferată județului Buzău (reînființat) și imediat desființată și inclusă din nou în comuna Mihăilești, din care a făcut parte din nou până în 2004, când a devenit reședința și unicul sat al comunei Florica.

## Monumente istorice
Singurul obiectiv din comuna Florica inclus pe lista monumentelor istorice din județul Buzău este un monument funerar/memorial de interes local: crucea de piatră din curtea lui Ștefan Dinel, datând din secolul al XVIII-lea.

## Personalități
- Ion Gheorghe (poet)